# Карл II Лисий
Карл II Ли́сий (фр. Charles II le Chauve, 13 червня 823 — 6 жовтня 877) — імператор імперії Каролінгів, король Західного Франкського королівства, онук Карла Великого. Прізвисько Лисий отримав не тому, що у нього випало волосся, а тому, що він на знак своєї покори поголив голову при посвяченні Папою Іваном VIII.

## Біографія
Син Людовика Благочестивого та Юдит Баварської. Народився 823 року. 829 року отримав титули герцога Ельзасу, Алеманії і Реції. Бажання батька надати Карлу володіння призвело до конфлікту із старшими синами.

### Правління
Верденський договір 843 року, який розділив імперію Карла Великого між його трьома внуками, закріпив за Карлом II Західно-Франкське королівство. Карл II приєднав до королівства частину Лотарингії за Мерсенським договором 870 року. Безуспішно прагнув призупинити розпад держави на окремі незалежні феодальні сеньйорії.
Після смерті імператора Людовіка II у 874 році Карл II домігся від римського Папи титулу імператора та короля Італії.
Помер 6 жовтня 877 року, ймовірно, від малярії, на яку заразився під час походу до Апеннінського півострова.
Діти — Людовик II Заїка
Монета (деньє) Карла II Лисого виявлена в першій чверті XX століття на городищі в околиці Шумська Тернопільської області. Знахідка описана в роботах О. Цинкаловського[джерело?].